# Mistrovství Československa silničních motocyklů 1955
Mistrovství Československa silničních motocyklů 1955 se konalo v objemových třídách do 175, 250, 350 a 500 cm³ a v závodech sidecarů. 

### Závody
- Z3 = Brno – Velká cena 28. 8. 1955 – okruh 17 800 metrů;
- Z4 = Jičín 4. 9. 1955 – okruh 14 500 metrů;
- Z5 = Liberec 25. 9. 1955 – okruh 3 521 metrů;

### Body za umístění
- 1. místo – 6 bodů
- 2. místo – 4 body
- 3. místo – 3 body
- 4. místo – 2 body
- 5. místo – 1 bod

### Vysvětlivky
- BC = Body celkem
- BZ = Body započítávané

### Poznámka
- Započítávají se 2 nejlepší výsledky z 3

## Výsledky

### Třída do 175 cm³
| Pořadí | Jméno            | Místo          | Moto       | Z3 | Z4 | Z5 | BC | BZ |
| ------ | ---------------- | -------------- | ---------- | -- | -- | -- | -- | -- |
| 1.     | Václav Parus     | Praha          | ČZ 125 OHC |    | 1  | 1  | 12 | 12 |
| 2.     | Václav Kněz      | Krchleby       | ČZ         | 1  |    | 3  | 9  | 9  |
| 3.     | Milan Karfík     | Most           | ČZ         |    | 3  | 2  | 7  | 7  |
| 4.     | Václav Süssmilch | Ústí nad Labem | ČZ         |    | 2  |    | 4  | 4  |
| 4.     | Zdeněk Pokorný   | Brno           | ČZ         | 2  |    |    | 4  | 4  |
| 6.     | Jaroslav Dřízhal | Praha          | ČZ 150     |    | 4  | 4  | 4  | 4  |
| 7.     | Miloslav Vališ   | Cheb           | ČZ 150     | 3  |    |    | 3  | 3  |
| 8.     | Karel Bojer      | Strakonice     | ČZ         | 4  |    |    | 2  | 2  |
| 9.     | František Šimek  | Těnovice       | ČZ         | 5  |    |    | 1  | 1  |
| 9.     | Josef Hejmala    | Brno           | ČZ         |    | 5  |    | 1  | 1  |
| 9.     | Gabriel Erneš    | Ústí nad Labem | ČZ         |    |    | 5  | 1  | 1  |

### Třída do 250 cm³
| Pořadí | Jméno             | Místo      | Moto      | Z3 | Z4 | Z5 | BC | BZ |
| ------ | ----------------- | ---------- | --------- | -- | -- | -- | -- | -- |
| 1.     | František Bartoš  | Ostrava    | ČZ OHC    | 1  | 1  | 2  | 16 | 12 |
| 2.     | Jiří Koštíř       | Strakonice | ČZ OHC    |    | 2  | 1  | 10 | 10 |
| 3.     | Jaromír Makovička | Dubí       | ČZ OHC    | 3  |    | 3  | 6  | 6  |
| 4.     | Eduard Bertoli    | Piešťany   | ČZ Walter | 2  |    |    | 4  | 4  |
| 5.     | Miroslav Berkman  | Praha      | ČZ OHC    |    | 3  | 5  | 4  | 4  |
| 6.     | Josef Vaněk       | Vsetín     | Jawa      | 4  |    |    | 2  | 2  |
| 6.     | František Helikar | Praha      | ČZ OHC    |    | 4  |    | 2  | 2  |
| 6.     | Václav Parus      | Praha      | ČZ OHC    |    |    | 4  | 2  | 2  |
| 9.     | Karel Mojžíš      | Děčín      | Jawa      | 5  |    |    | 1  | 1  |

### Třída do 350 cm³
| Pořadí | Jméno             | Místo               | Moto      | Z3 | Z4 | Z5 | BC | BZ |
| ------ | ----------------- | ------------------- | --------- | -- | -- | -- | -- | -- |
| 1.     | Miroslav Čada     | Miroslav            | Norton    | 1  |    | 2  | 11 | 10 |
| 2.     | Jiří Koštíř       | Strakonice          | ČZ OHC    |    | 1  |    | 6  | 6  |
| 2.     | František Bartoš  | Ostrava             | ČZ OHC    |    |    | 1  | 6  | 6  |
| 4.     | Jiří Simandl      | Divišov             | ESO       |    | 2  | 4  | 6  | 6  |
| 5.     | Miroslav Berkman  | Praha               | ESO       | 2  |    |    | 4  | 4  |
| 6.     | Lubomír Verner    | Benátky nad Jizerou | ČZ Walter | 3  |    |    | 3  | 3  |
| 6.     | František Helikar | Praha               | ESO       |    |    | 3  | 3  | 3  |
| 9.     | František Srna    | Pezinok             | Jawa ČZ   | 4  |    |    | 2  | 2  |
| 9.     | Pavel Slavíček    | Mladkov             | ČZ Walter | 5  |    |    | 1  | 1  |
| 11.    | Emil Konečný      | Frýdek              | Jawa      |    | 5  |    | 1  | 1  |
| 11.    | Ladislav Batovec  | Praha               | ČZ Walter |    |    | 5  | 1  | 1  |
| 11.    | Antonín Posekaný  | Strakonice          | ČZ OHC    |    |    | 5  | 1  | 1  |

### Třída do 500 cm³
| Pořadí | Jméno             | Místo      | Moto      | Z3 | Z4 | Z5 | BC | BZ |
| ------ | ----------------- | ---------- | --------- | -- | -- | -- | -- | -- |
| 1.     | Ladislav Štajner  | Praha      | Jawa OHC  | 2  |    | 3  | 7  | 7  |
| 2.     | Antonín Vitvar    | Nová Paka  | Norton    | 1  |    |    | 6  | 6  |
| 2.     | František Bartoš  | Ostrava    | Matchless |    | 1  |    | 6  | 6  |
| 2.     | Jiří Koštíř       | Strakonice | Matchless |    |    | 1  | 6  | 6  |
| 5.     | Miroslav Berkman  | Praha      | Jawa OHC  |    | 2  | 4  | 6  | 6  |
| 6.     | František Šťastný | Praha      | Matchless |    |    | 2  | 4  | 4  |
| 7.     | Gustav Havel      | Praha      | Jawa OHC  | 3  |    |    | 3  | 3  |
| 7.     | Bořivoj Sedlák    | Brno       | Jawa      |    | 3  |    | 3  | 3  |
| 9.     | Josef Michálek    | Brno       | ESO       |    |    | 5  | 1  | 1  |

## Sidecary

### Závody
- Z1 = Třeboň 17. 7. 1955
- Z2 = Dvůr Králové nad Labem 31. 7. 1955
- Z5 = Liberec 25. 9. 1955 – okruh 3 521 metrů;

### Body za umístění
- 1. místo – 6 bodů
- 2. místo – 4 body
- 3. místo – 3 body

### Vysvětlivky
- BC = Body celkem
- BZ = Body započítávané

### Poznámka
- Započítávají se 2 nejlepší výsledky z 3

## Výsledky
| Pořadí | Jméno                                 | Místo        | Moto     | Z1 | Z2 | Z5 | BC | BZ |
| ------ | ------------------------------------- | ------------ | -------- | -- | -- | -- | -- | -- |
| 1.     | Rudolf Sůva-Vladislav Budínský        | Železný Brod | BMW 750  | 1  | 1  | 1  | 18 | 12 |
| 2.     | František Chaloupka-Marie Chaloupková | Praha        | Jawa OHC | 2  | 2  | 3  | 11 | 8  |
| 3.     | Jaroslav Šaroch-Miroslav Mošna        | Praha        | BMW 750  |    |    | 2  | 4  | 4  |
| 4.     | František Štika                       | Česká Lípa   | Jawa OHC |    | 3  |    | 3  | 3  |